# Torsten Nordström (ingenjör)
Karl Torsten Nordström, född 16 december 1905 i Härnösand, död 9 september 1983 i Södertälje, var en svensk ingenjör. 
Nordström, som var son till underofficer K.O. Nordström och Maria Söderberg, utexaminerades från Kungliga Tekniska högskolan 1928. Han var offertingenjör vid Svenska Ackumulator AB Jungner i Stockholm 1929–1930, i Zürich 1930–1931, ingenjör vid Vattenfallsstyrelsen 1931–1935, direktörsassistent vid Trollhätte kraftverk 1935–1936, driftsingenjör vid Norrlands kraftverk i Umeå 1937–1941, driftschef vid Mellersta Norrlands kraftverk i Sundsvall 1942, kraftverksdirektör där 1948–1956, vid Trollhätte kraftverk 1956–1958 och vice verkställande direktör i AB Skandinaviska Elverk i Stockholm 1958–1974.